# Česká poštovna na Sněžce
Česká poštovna Anežka je budova, navržená architekty Martinem Rajnišem a Patrikem Hoffmanem a postavená na české nejvyšší hoře – Sněžce v okrese Trutnov v Královéhradeckém kraji. Tato poštovna má přiděleno PSČ 542 91.

## Stará poštovna

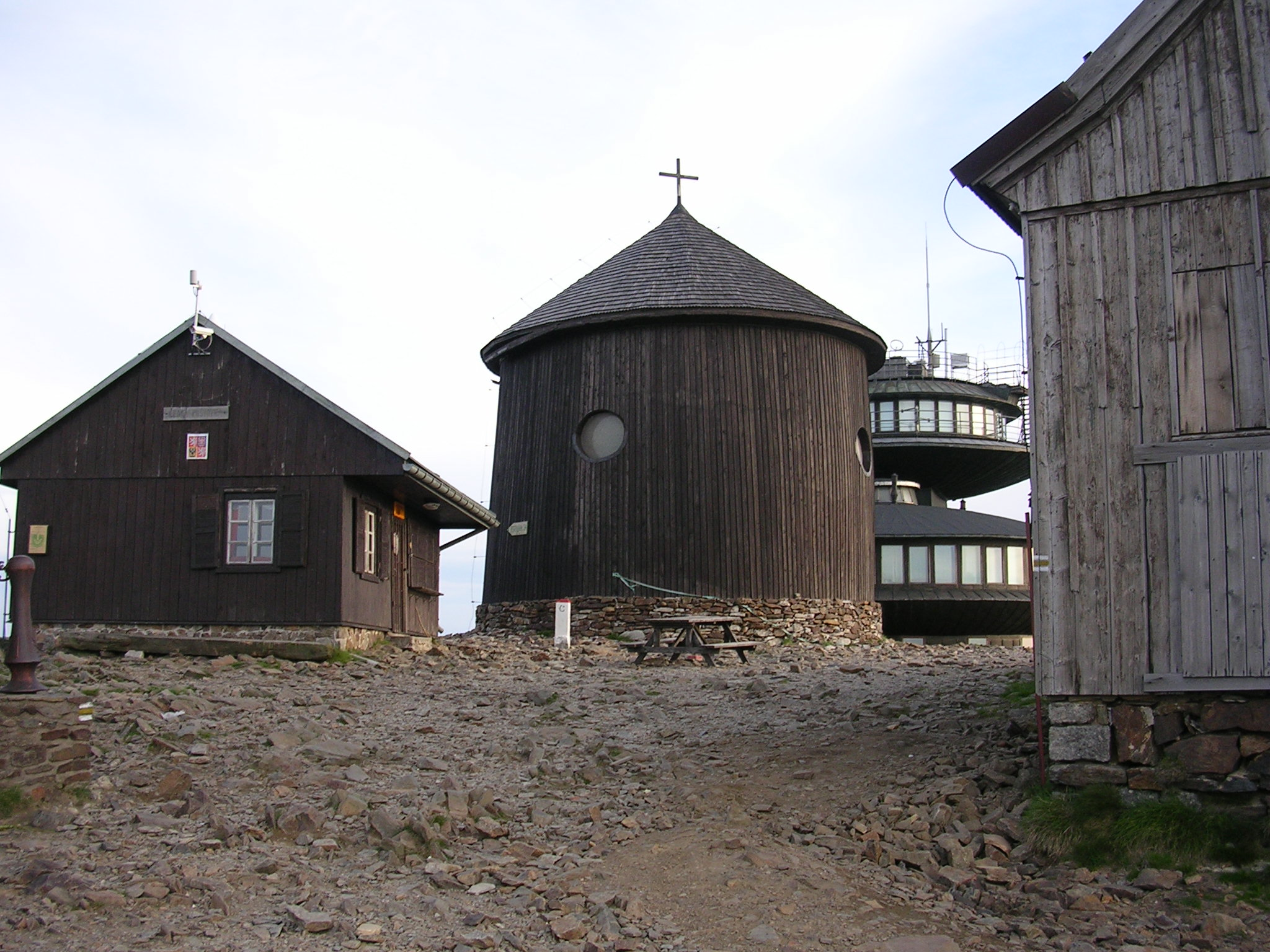
Stará poštovna, budova vlevo

Roubená chata na Sněžce pravděpodobně pochází asi z poloviny 19. století. První známá zmínka o ní je k 2. červenci 1875, kdy v ní byla umístěna rakouská c. k. telegrafní stanice. Dne 1. září (11. září) 1899 začala sloužit jako česká poštovna a fungovala tak až do obsazení Sudet Německem v roce 1938. Od roku 1948 sloužila jako kiosek patřící k České boudě. Po druhé světové válce už nebyla poštovní činnost obnovena a sloužila jako skladiště. V letech 1993–1995 ji zrekonstruovala a poštovní služby a kiosek rychlého občerstvení v ní na Sněžce obnovila Jaroslava Skrbková, bývalá poštmistrová z Velké Úpy. Jaroslava Skrbková je i investorem nové poštovny.
V roce 2008, po otevření nové poštovny, byla stará uzavřena. Chatku odkoupil za 99 tisíc Kč Tomáš Trnka, 11.–15. června 2009 ji s přáteli na Sněžce rozebral a 29. srpna 2009 v 10 hodin ji otevřel na novém stanovišti u kempu u Javorové skály u Monince na území města Sedlec-Prčice, kde sloužila rovněž jako poštovna s občerstvením. V roce 2019 byla přemístěna do horní části skiareálu Monínec.

## Nová poštovna Anežka

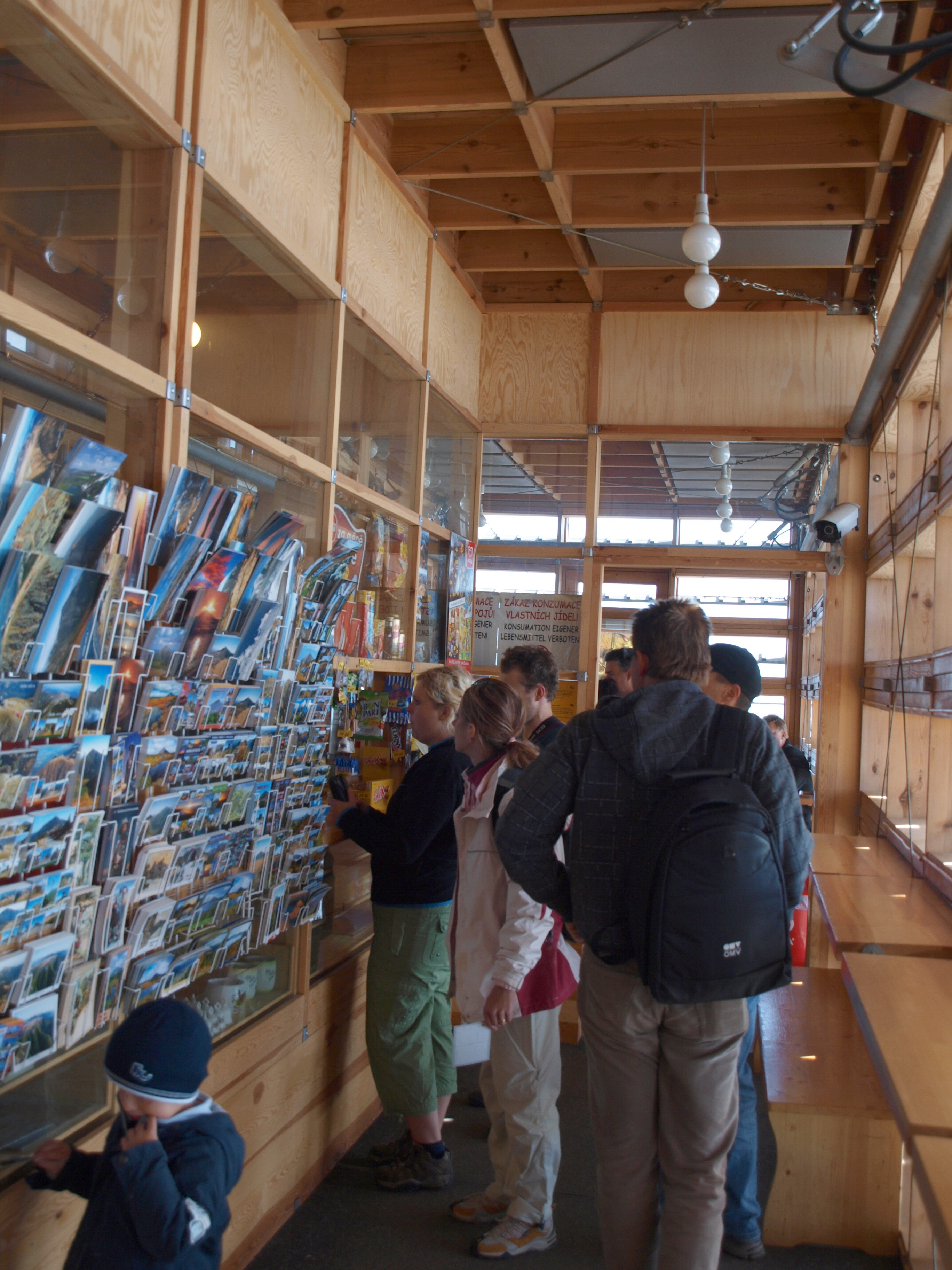
Interiér budovy poštovny Anežka

### Umístění
Budova stojí na místě, kde do roku 2004 stála budova České boudy, postavené zde roku 1868. Ta byla roku 1990 uzavřena hygieniky a neopravitelně poškozena dřevomorkou. Aby mohlo dojít ke stavbě poštovny, byla třísettunová Česká bouda postupně rozebrána a snesena do údolí pomocí lanovky a helikoptér.

### Příprava stavby
S moderním projektem nesouhlasili ochranáři, požadující místo moderní stavby variaci na tradiční krkonošskou chatu. Krkonošský národní park nebyl spokojen s tím, že na podobu stavby předložil investor pouze jediný návrh architektů Martina Rajniše a Patrika Hoffmana. Vyhlásil proto architektonickou soutěž. Tři architektonické ateliéry (Rajniš a Hoffman sdružení v H. R. A - architekti, dále HŠH architekti a Studio ACHT) vypracovaly devět alternativních návrhů, ale nakonec byl opět nejlépe hodnocen mírně modifikovaný původní návrh, označený „Anežka“. Tento návrh byl následně realizován.

### Konstrukce

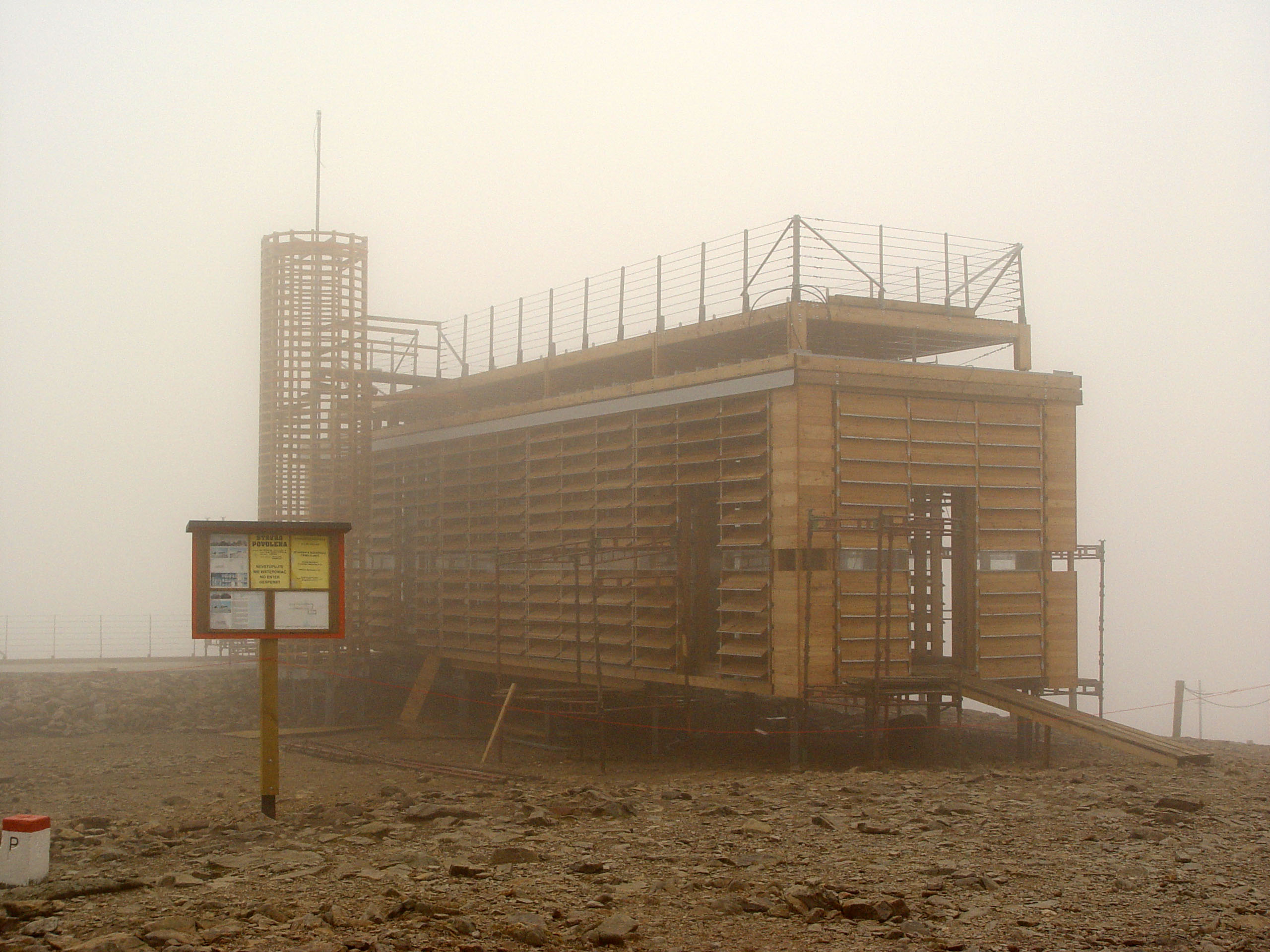
Budova za mlhy

Konstrukce České poštovny je dřevěnou skládačkou z 20 tisíc dílů. Stavba se terénu dotýká pouze dvanácti patkami (zabetonované ocelové profily).
Plášť stavby je tvořen zdvojeným sklem a dřevěnými okenicemi, jejichž nastavením je možno Poštovnu proměnit z moderní prosklené budovy v dřevěnou boudu, a přizpůsobit ji tak aktuálním povětrnostním podmínkám.
U severní strany Poštovny se tyčí venkovní točité schodiště, které vede na vyhlídkovou terasu. Sklepy původní České boudy byly zachovány, nyní slouží jako zázemí budovy.
Budova byla 10. srpna 2007 vysvěcena arcibiskupem Karlem Otčenáškem a otevřena prezidentem Václavem Klausem.

### Vlastníci a provoz
Původním investorem a vlastníkem nové poštovny byla Jaroslava Skrbková, bývalá poštmistrová z Velké Úpy (která předtím s manželem koupila a v roce 1995 obnovila původní, starou poštovnu na Sněžce). Od roku 2009 se snažila novou poštovnu prodat, zpočátku ji nabízela za 25 milionů Kč. Koncem roku 2011 ji koupil na úvěr za nezveřejněnou cenu Milan Blaha z Moravské Třebové. Plánoval zde konat různá setkání, například skautů, zamilovaných či vousatých. Chystal se zde prodávat speciální upomínkové předměty, pamětní pohlednice, zřídil zde vrcholovou knihu. V lednu roku 2021 koupila Poštovnu firma Piange s.r.o. zastoupená panem Eugenio Bramerinim.

## Dostupnost
Od horní stanice lanové dráhy Pec pod Sněžkou – Sněžka (30 m)
Pěší přístup je možný po turistických trasách:
- po  žluté turistické značce od Portášových Bud přes Růžohorky.
- po  červené turistické značce od Pomezních Bud přes Jelenku.
- po  červené a  černé turistické značce z Karpacze přes Obří sedlo, kde se na ní napojují trasy:
  -  modrá turistická značka z Pece pod Sněžkou přes Obří důl.
  -  modrá turistická značka ze Špindlerova Mlýna okolo Luční boudy.
  -  naučná stezka Dědictví doby ledové ze Špindlerova Mlýna okolo Luční boudy.
  -  červená turistická značka ze Špindlerovky.